# Viktoras Olšanskis
Viktoras Olšanskis (14 marzo 1969) è un ex calciatore lituano, di ruolo centrocampista.